# Prêmio Alexander Hollaender de Biofísica
O Prêmio Alexander Hollaender de Biofísica (em inglês:  Alexander Hollaender Award in Biophysics) é um prêmio de ciências concedido pela Academia Nacional de Ciências dos Estados Unidos, destinado a trabalho de destaque na área da biofísica. Foi patrocinado por Henrietta W. Hollaender em memória de seu marido, o radiobiologista Alexander Hollaender (1898–1986).

## Laureados[1]
- 1998 Wayne Hendrickson
- 2001 David J. DeRosier
- 2004 Carlos Bustamante
- 2007 Barry H. Honig
- 2010 Watt Wetham Webb
- 2013 King-Wai Yau
- 2016 Richard Henderson